# شارل فرانسوا أنطوان مورين
شارل فرانسوا أنطوان مورين (بالفرنسية: Charles François Antoine Morren)‏ (و. 1807 – 1858 م) هو بستاني ‏، وعالم نبات، من بلجيكا، ولد في غنت، وكان عضوًا في الأكاديمية الألمانية للعلوم ليوبولدينا، توفي في لييج، عن عمر يناهز 51 عاماً.

## مناصب وهيئات
أدار جامعة خنت.